# The Blind Side
The Blind Side är en amerikansk biografisk drama-sportfilm från 2009 i regi av John Lee Hancock. I huvudrollerna ses Sandra Bullock, Tim McGraw och Quinton Aaron. 

## Handling
Michael Oher är en hemlös afroamerikansk yngling från en trasigt hem. Han bjuds in av frun i familjen Tuohy till Thanksgiving. Tuohys är en välbärgad vit familj som successivt hjälper honom att uppnå sin fulla potential.

## Om filmen
The Blind Side regisserades av John Lee Hancock, som även skrev filmens manus. Manuset är baserat på biografin The Blind Side: Evolution of a Game av  Michael Lewis och handlar om Michael Ohers liv innan han blev känd amerikansk fotbollsspelare.

## Rollista i urval
- Quinton Aaron - Michael "Big Mike" Oher
- Sandra Bullock - Leigh Anne Tuohy
- Tim McGraw - Sean Tuohy
- Jae Head - Sean "S.J." Tuohy, Jr.
- Lily Collins - Collins Tuohy
- Ray McKinnon - tränare Cotton
- Kathy Bates - Miss Sue
- Kim Dickens - Mrs. Boswell
- Adriane Lenox - Denise Oher

## Priser och utmärkelser
Sandra Bullock vann många priser för filmen, bland andra Oscar för bästa kvinnliga huvudroll, Critic's Choice Award, Screen Actors Guild Award, Golden Globe och People's Choice Award. Filmen var också nominerad som bästa film vid Oscarsgalan 2010.